# John D'Albiac
Sir John Henry D'Albiac (Dublino, 28 gennaio 1894 – Beaconsfield, 20 agosto 1963) è stato un generale britannico.

## Carriera
Studiò al Seabrook Lodge School, al Framlingham College e al Royal Military College di Sandhurst. Nel 1914 entrò nella Royal Marine Artillery ma venne trasferito nel Royal Naval Air Service. Nel 1916 fu mandato in Francia in qualità di osservatore aereo. Dopo aver prestato servizio come Comandante Stazione della RAF Scopwick, fu trasferito, nel 1922, nel personale della sede centrale RAF Trans-Giordania e come un comandante di volo del N° 99 Squadron dal 1926 .
Durante la Seconda Guerra Mondiale, D'Albiac servì da Air Officer Commanding di RAF Palestina e Transgiordania dal mese di agosto 1939, Air Officer Commanding delle Forze britanniche in Grecia dal novembre 1940, prima di tornare ad essere responsabile del comando di Air RAF Palestina e Transgiordania dal maggio 1941. In seguito fu Air Officer Commanding britannico delle forze in Iraq dal giugno 1941, Air Officer Commanding del N° 222 Group dal marzo 1942 e Air Officer Commanding del N° 2 Group dal dicembre 1942.
Fu poi nominato Air Officer Commanding Second Tactical Air Force nel mese nel giugno 1943, Vice Comandante del Mediterraneo Tactical Air Force nel mese di febbraio 1944 e il direttore generale del personale nel novembre 1944. Andò in pensione nel 1947.

## Morte
Morì il 20 agosto 1963 a Beaconsfield.